# Västprovinsen, Salomonöarna

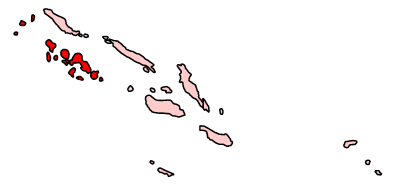
Salomonöarnas västra provins markerat i mörkrött på en karta över hela staten Salomonöarna.

Västprovinsen (eng: Western Province) är Salomonöarnas västra provins och utgörs av de sydligaste av de västliga öarna i ökedjan som utgör staten Salomonöarna. Residensstad är Gizo.

## Ögrupper
Provinsen består i huvudsak av öarna i ögruppen New Georgia Islands men även av de två ögrupperna Shortland Islands och Treasury Islands längst västerut utanför ön Bougainville i grannlandet Papua Nya Guinea.